# 福壽山農場

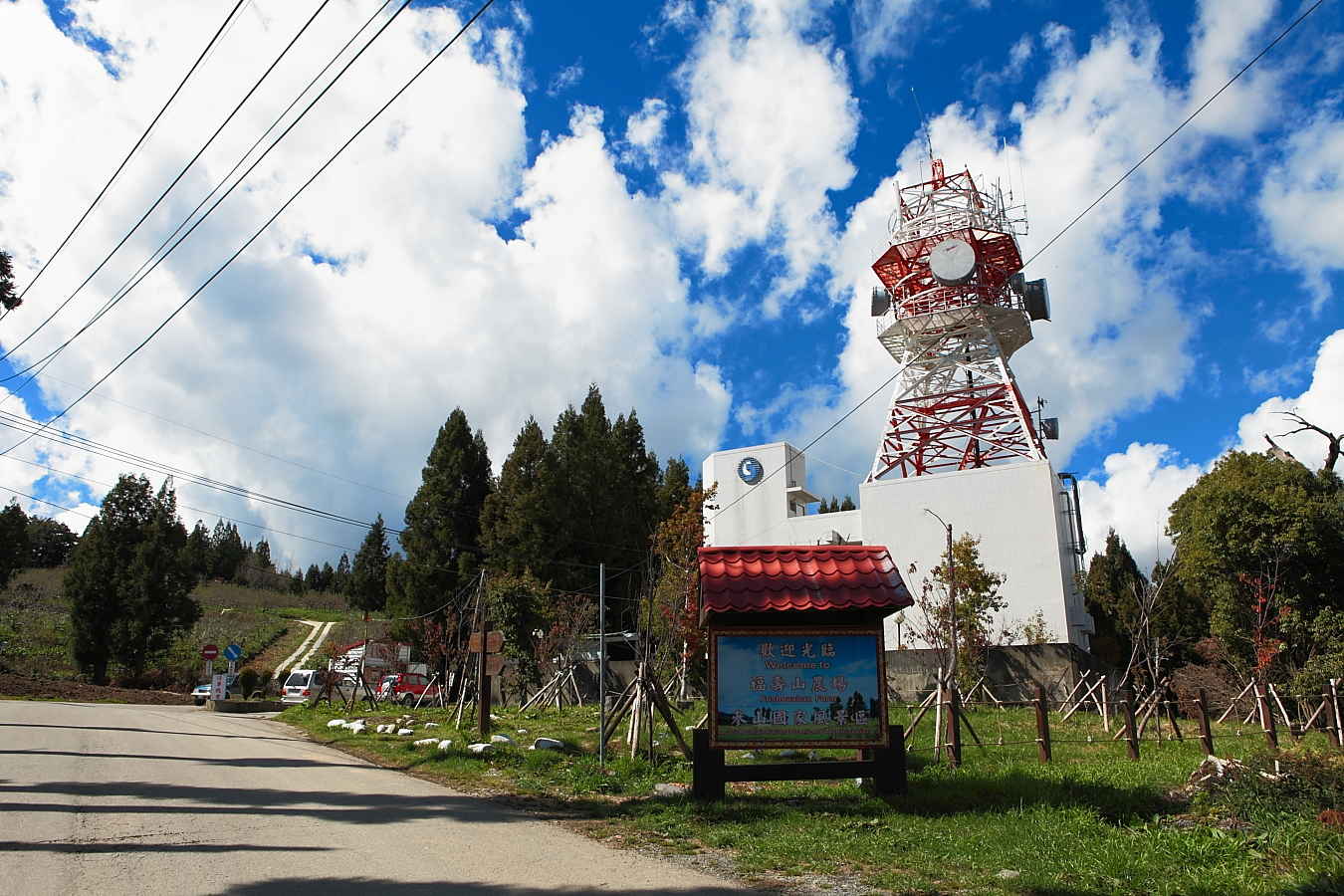
福壽山農場入口

福壽山農場位於台灣合歡山與雪山群峰間，海拔高2,100公尺至2,614公尺，主場部設於中橫公路之中心區梨山後山（閂岡山），並包括松嶺（福壽山莊蔣公行館）、平岩山（天池、達觀亭）、華崗（高海拔度假村、合歡溪步道）一帶。為中華民國國軍退除役官兵輔導委員會所經營之公有事業。與武陵農場、清境農場合稱為台灣三大高山農場。日治時期該地稱為松嶺、更猛山（Saramao，沙拉茅山），為通往霧社各部落的交通要道（今力行產業道路）。

## 設立沿革
鑑於台灣平地之利用已達飽和，經濟部暨中國農村復興聯合委員會（後為今農業部）委託臺灣省立農學院（今國立中興大學），由程兆熊教授組成高山園藝作物調查隊，調查中橫沿線的資源，與開墾高山農作物之可行性。此報告的影響所及，包括中橫的開鑿（主線與支線）、沿線農場之設立。福壽山農場設立之目的，即是想在中高海拔地區，從事溫帶性農牧事業，順便開發梨山一帶的山地資源。福壽山農場與中橫的開闢有直接的關係，但農場卻在1957年6月1日成立，最初名稱為「梨山榮民農場」，早於中橫開通的時間，若就當時開路的進度來看，預計1957年底才會到達梨山。
為何農場的設立會早於中橫的開通時間，當時退輔會主任蔣經國指示，先召行榮民於農場內種植蔬菜，以供應開路人員所需，順便開發福壽山農場之土地。此時農場隸屬於臺灣省公路局梨山工務段所轄，直至1959年6月15日才歸退輔會管理，安置退除役官兵從事生產、輔導就業。由此可知，福壽山農場之成立與中橫有密切關係，而其目的以安置榮民為主，開發山地與溫帶性農牧事業為輔。

## 榮民安置
1957年秋天，退輔會從各療養大隊中，遴選身體強健適合高山地區工作之待退士官兵，並召募自願前往山地農墾者一百名，每人攜帶三天乾糧，徒步由谷關出發，花費三天才抵達適合耕種的廣大草生地，並選定為農場場地。待退士官兵初期，分為五組，以資歷深者為隊長，向五個地方帶開，並命名為周、漢、唐、宋、明五個農莊，每莊推選正副莊長各一人，主要是督導各莊榮民生活與生產事宜，並搭建簡陋房屋居住。來農場開墾的場員大部份單身，所以用農莊的方式集體安置、集體管理，以類似管理軍隊的方式來安置榮民。
除此之外，軍官與有眷屬之榮民，則用另一種方式管理，他們成為「個別農戶」來開墾，由政府撥發土地，實行個別經營，為安置這些個別農戶，農場設立「松柏村」（位於梨山車站上方）來安置他們。在土地分配方面，有眷者0.75公頃，無眷者0.5公頃，土地集中處由農莊裡的單身場員開墾，分散在各地之土地，則由有眷之個別農戶開墾。農場亦提供土地規劃、興建道路、灌溉設施與農業貸款等協助，幫助榮民開墾維生。

## 農場經營
最初開發福壽山農場，就是看中梨山地區的中高海拔的特殊環境，依其氣候、土質條件，來栽培溫帶果樹供榮民經營維生。初期生產計劃是以溫帶果樹為主，夏季蔬菜與畜牧的經營為輔。溫帶落葉果樹為高經濟作物，但台灣本身種植的能力與經驗皆不足，加上種植的榮民大部份缺乏專業技術，故初期經歷許多次失敗，但在榮民的努力之下，加上農復會經費的支助，以及台中農學院園藝系、病蟲害系、農業試驗所與農復會技術人員，經過眾多農業專家協助下，終於有初步成果，桃子、李子與梨子皆為1960年代初期成功結果，為場方與榮民帶來大量收益。
在夏季水果方面，亦是經過失敗的經驗累積，才發現在夏季栽培甘藍、白菜、菠菜與洋芹菜等，不僅市場接受度高，因為水質良好與日夜溫差大，種植出來的蔬菜品質亦相當良好。唯一失敗的是畜牧業，不管是引進新品種，或者用不同方式飼養，都沒有好的成效，因此場方放棄畜牧業，但溫帶水果和蔬菜的收益，卻為福壽山農場與榮民帶來豐厚的收入。

## 後續發展
相較於退輔會其他二個高山農場（武陵農場與清境農場），福壽山農場在種植溫帶水果與蔬菜上較為成功，在收入較穩定的情形下，農場沒有太大的經濟壓力，因此農場的發展較為穩定，安置的榮民亦相對穩定。由於福壽山農場的影響，梨山地區便成為台灣溫帶水果與高冷蔬菜的代名詞，原住民與後來遷入的居民前仆後繼投入相關產業。為安置榮民所設立之農場，竟然會帶動溫帶蔬果產業之發展，成為台灣農業史上一個特別的範例，這可能是退輔會所意想不到的結果。賞櫻也是福壽山農場重要的觀光發展，所在之千櫻園吸引眾多遊客前往。

## 歷任場長
| 任次 | 姓名   | 就職時間       | 卸任時間       | 備註                                              |
| ---- | ------ | -------------- | -------------- | ------------------------------------------------- |
| 1    | 段華宗 | 1957年5月1日   | 1958年4月15日  | 公路局代管                                        |
| 2    | 陳明勉 | 1958年4月15日  | 1958年6月15日  | 公路局代管                                        |
| 3    | 蕭樹川 | 1958年6月15日  | 1959年6月15日  | 公路局代管                                        |
| 4    | 朱有壬 | 1959年6月15日  | 1961年10月1日  |                                                   |
| 5    | 陳文緯 | 1961年10月1日  | 1964年1月10日  |                                                   |
| 6    | 冼崇基 | 1964年1月10日  | 1969年10月11日 |                                                   |
| 7    | 徐國屏 | 1969年10月11日 | 1973年4月28日  |                                                   |
| 8    | 任同堂 | 1973年4月28日  | 1975年9月1日   |                                                   |
| 9    | 宋慶雲 | 1975年9月1日   | 1990年6月1日   |                                                   |
| 10   | 劉效文 | 1990年6月1日   | 1992年10月1日  |                                                   |
| 11   | 林鳳模 | 1992年10月1日  | 1994年12月16日 |                                                   |
| 12   | 江亞屏 | 1994年12月16日 | 1998年7月1日   |                                                   |
| 13   | 來勻德 | 1998年7月1日   | 2001年1月16日  |                                                   |
| 14   | 朱中立 | 2001年1月16日  | 2005年7月16日  |                                                   |
| 15   | 劉偉琪 | 2005年7月16日  | 2007年9月1日   |                                                   |
| 16   | 李清彬 | 2007年9月1日   | 2016年7月1日   | 2016年7月1日至2017年1月15日由副場長楊正南代理場長 |
| 17   | 巫嘉昌 | 2017年1月15日  | 2020年9月1日   |                                                   |
| 18   | 侯榮芳 | 2020年11月1日  | 2022年10月1日  |                                                   |
| 19   | 陳相寶 | 2022年10月1日  | 現任           |                                                   |